# وزارة الاقتصاد و التخطيط (تونس)
وزارة التخطيط والتعاون الدولي (بالفرنسية: Ministère de la Planification et de la Coopération internationale)‏ هي وزارة تونسية تأسست في 1999 وألغيت في 2011, حيث انقسمت الوزارة إلى وزارتين، التخطيط ذهب تحت وصاية وزارة التنمية الجهوية والتخطيط، والتعاون الدولي أصبح تحت مسؤولية وزارة الاستثمار والتعاون الدولي.

## قائمة الوزراء
| الوزير | الوزير              | الحزب | الحزب                      | الحكومة                                              | تواريخ العهدة  | تواريخ العهدة  |
| ------ | ------------------- | ----- | -------------------------- | ---------------------------------------------------- | -------------- | -------------- |
|        | فتحي المرداسي       |       | التجمع الدستوري الديمقراطي | حكومة محمد الغنوشي الأولى                            | 17 نوفمبر 1999 | 5 سبتمبر 2002  |
|        | محمد النوري الجويني |       | التجمع الدستوري الديمقراطي | حكومة محمد الغنوشي الأولى حكومة محمد الغنوشي الثانية | 5 سبتمبر 2002  | 27 فبراير 2011 |
|        | عبد الحميد التريكي  |       | مستقل                      | حكومة الباجي قائد السبسي                             | 7 مارس 2011    | 24 ديسمبر 2011 |

## مقالات ذات صلة
- وزارة التنمية الجهوية والتخطيط (تونس)
- وزارة الاستثمار والتعاون الدولي (تونس)